# Rhinolophus belligerator
Rhinolophus belligerator — вид рукокрилих ссавців з родини підковикових.

## Таксономічна примітка
Таксон нещодавно описаний на основі популяцій, раніше віднесених до R. arcuatus.

## Поширення
Країни проживання: Індонезія. Наразі цей вид відомий лише з печери Пермана поблизу Посо, провінція Сулавесі Тенга, Сулавесі, Індонезія.

## Загроза й охорона
Вирубка лісів і порушення сідал у печерах впливає на близькоспоріднених представників роду. 